# Nati nel 1455
| Questa pagina contiene informazioni ricavate automaticamente dalle voci biografiche con l'ausilio del template Bio e di un bot. L'aggiornamento è periodico e automatico e ricostruisce completamente la pagina. Se manca una persona in questa lista, sei pregato di non aggiungerla, ma accertati piuttosto che la sua voce biografica contenga il template Bio e che i dati anagrafici siano correttamente compilati. Se il template Bio manca, inseriscilo tu stesso o, in alternativa, metti l'avviso {{tmp\|Bio}} che ne segnala la mancanza. Se i dati riportati sono sbagliati, correggi direttamente la voce biografica; le modifiche saranno visibili in questa lista entro pochi giorni. Per chiarimenti vedi il progetto biografie. La lista contiene solo le 53 persone che sono citate nell'enciclopedia e per le quali è stato implementato correttamente il template Bio. Pagina aggiornata al 31 ago 2024. |

## Gennaio(1)
- 9 gennaio - Guglielmo di Jülich-Berg, nobile tedesco († 1511)

## Febbraio(1)
- 22 febbraio - Johannes Reuchlin, filosofo, umanista e teologo tedesco († 1522)

## Marzo(3)
- 2 marzo - Filipa Moniz Perestrello, nobile portoghese († 1485)
- 3 marzo - Ascanio Maria Sforza, cardinale italiano († 1505)
- 15 marzo - Pietro Accolti, cardinale e vescovo cattolico italiano († 1532)

## Aprile(1)
- 17 aprile - Andrea Gritti, mercante, militare e politico italiano († 1538)

## Maggio(2)
- 3 maggio - Giovanni II del Portogallo, re († 1495)
- 16 maggio - Wolfgang I di Oettingen, conte († 1522)

## Giugno(3)
- 1º giugno - Anna di Savoia, principessa († 1480)
- 5 giugno - Giovanni di Danimarca, re danese († 1513)
- 16 giugno - Giovanna di Trastámara, principessa spagnola († 1517)

## Agosto(2)
- 2 agosto - Giovanni I di Brandeburgo, principe tedesco († 1499)
- 15 agosto - Giorgio di Baviera, duca († 1503)

## Settembre(1)
- 4 settembre - Henry Stafford, II duca di Buckingham, militare inglese († 1483)

## Dicembre(1)
- 11 dicembre - Barbara Gonzaga, nobile italiana († 1503)

## Senza giorno specificato(38)
- Angelo da Vallombrosa, abate italiano († 1530)
- Diego Guillén de Ávila, religioso, traduttore e scrittore spagnolo († 1510)
- Obadiah di Bertinoro, rabbino italiano († 1516)
- Suvanna Ban Lang, sovrano laotiano († 1485)
- Francesco Alidosi, cardinale e condottiero italiano († 1511)
- Jacobus Barbireau, compositore fiammingo († 1491)
- John Beaufort, marchese di Dorset, nobile inglese († 1471)
- Aelbrecht Bouts, pittore fiammingo († 1549)
- Fabrizio del Carretto,  italiano († 1521)
- Medea Colleoni, nobildonna italiana († 1470)
- Crisostomo Colonna, poeta, umanista e politico italiano († 1539)
- Enrique Egas, architetto spagnolo († 1534)
- Giano Fregoso, doge († 1525)
- Alessandro Geraldini, vescovo cattolico e umanista italiano († 1524)
- Thomas Grey, I marchese di Dorset, cavaliere medievale inglese († 1501)
- Walter Kennedy, poeta scozzese († 1508)
- Marco Probo Mariano, poeta e vescovo cattolico italiano († 1494)
- Lucia Marliani, nobildonna italiana († 1522)
- Pacello da Mercogliano, architetto e presbitero italiano († 1534)
- Maria di Piero de' Medici, nobildonna italiana († 1479)
- Caterina di Navarra, nobile francese († 1494)
- Ludovico Odasio, umanista italiano († 1509)
- Francesco Orsini, condottiero e nobile italiano († 1503)
- Alonso Ortiz, umanista spagnolo († 1507)
- Manuele Paleologo, nobile († 1512)
- Giberto III Pio di Savoia, nobile italiano († 1500)
- Paolo Pompilio, umanista e grammatico italiano († 1491)
- Niccolò Maria Rangoni, condottiero italiano († 1500)
- Ugo Ruggeri, tipografo italiano
- John Spencer, politico e nobile inglese († 1522)
- Margherita Stuart, principessa scozzese
- Konrad Summerhart, teologo tedesco († 1511)
- Alessio Tramello, architetto italiano († 1535)
- Peter Vischer il Vecchio, scultore tedesco († 1529)
- Galeazzo Visconti, conte e militare italiano († 1531)
- Bartolomeo d'Alviano, condottiero e politico italiano († 1515)
- Eloy d'Amerval, scrittore francese († 1508)
- Giovanna d'Aragona, nobile italiana († 1475)